# Milladore (hrabstwo Wood)
Milladore – wieś w Stanach Zjednoczonych, w stanie Wisconsin, w hrabstwie Wood.